# Parque nacional de Jenifra
El parque nacional de Jenifra (del francés: Parc national de Khénifra) se encuentra en la región de Meknès-Tafilalet en Marruecos, entre las provincias de Khenifra (Jenifra) e Ifrane. La ciudad de Jenifra, que rodea el parque, tiene una posición estratégica entre Fez y Marrakech, en el corazón del Medio Atlas, que está a 82 km al suroeste de Azrú y 130 km al norte de Beni Mellal por la carretera nacional N·81. El parque nacional Khénifra es el de más reciente creación en Marruecos, siendo establecido en el año 2008, debido a la importancia económica y ambiental del Medio Atlas, y la urgencia por las amenazas a su recursos naturales. Esta reserva natural, cubre un área de 202 700 hectáreas.

## Fauna
Su fauna consiste en: El jabalí (Sus scrofa barbarus), el puerco espín crestado (Hystrix cristata), el caracal (caracal caracal algira), la gineta (Genetta genetta), el conejo europeo (Oryctolagus cuniculus), el serval (Leptailurus serval constantinus), la nutria europea (Lutra lutra), la liebre del cabo (Lepus capensis), el erizo moruno (Atelerix algirus), la ardilla moruna ( Atlantoxerus getulus), el chacal dorado (Canis aureus), el ciervo de Berbería (Cervus elaphus barbarus), el zorro común (Vulpes vulpes), el leopardo de berbería (Panthera pardus panthera), el macaco de berbería (Macaca sylvanus), el murciélago pequeño de herradura (Rhinolophus hipposideros) y la hiena rayada (Hyaena hyaena)